# Emmanuel Van Weerst
Emmanuel Déodat van Weerst (Ledeberg (Oost-Vlaanderen), 31 januari 1932 – Blankenberge, 12 maart 2008) was een Belgisch componist en muziekwetenschapper.
Van Weerst studeerde aan het Koninklijk Conservatorium Gent. Voor een verdere studie seriële muziek (in de voetsporen van Anton Webern en andere compositietechnieken) studeerde hij bij Gottfried Michael Koenig bij het Centrum Elektronische Muziek van Stichting Gaudeamus in Bilthoven. Hij schreef toen de verhandeling/proefschrift Confrontaties en parallellen tussen de rituele muziek in de Ars Nova en de tweede helft van de 20ste eeuw (1957) over componisten Guillaume de Machault en Igor Stravinsky voor Universiteit van Utrecht (aldus Roquet). Hij schreef een dertigtal werken, waarvan een deel in het genre Elektroakoestische muziek. De werken in dat genre zijn voortgekomen uit zijn onderzoeksgebied; een combinatie van muziek en elektronica (aldus AME)
- 1963: Cybernetica
- 1964: Hygiëne (werd opgenomen)
- 1964: Monochrome
- 1965: Sybaritmen
- 1977: Mimoïde (werd opgenomen door Claude Coppens en Paul Klinck); gebaseerd op Solaris van Stanisław Lem
- 1964: Skalas voor alt en twee piano’s
- 1966: Hymne van Ambrosius voor mezzosopraan en fluit
- Miss Dismas voor alt, fluit en twee piano’s,

Dat resulteerde ook in de oprichting van het Instituut voor Psycho-acoustica en Elektronische Muziek (IPEM); hij richtte dat samen in met Louis De Meester en Lucien Goethals op, hetgeen hem de mogelijkheid bood dat gebied verder te onderzoeken.
Hij was voorts betrokken bij het ensemble SPECTRA en schreef een aantal verhandelingen en essays.
Van Weerst was gehuwd met Magda Catrysse en oom van musicus Johan Van Weerst. 